# Sprattus novaehollandiae
Sprattus novaehollandiae és una espècie de peix pertanyent a la família dels clupeids.

## Descripció
- Pot arribar a fer 14 cm de llargària màxima.
- 13-21 radis tous a l'aleta dorsal i 12-23 a l'anal.[6][7]

## Hàbitat
És un peix marí i d'aigua salabrosa, pelàgic-nerític i de clima subtropical (38°S-45°S, 139°E-149°E) que viu entre 0-50 m de fondària.

## Distribució geogràfica
Es troba al Pacífic sud-occidental: Austràlia i Nova Zelanda.

## Observacions
És inofensiu per als humans.